# ماریان خریستوف
ماریان خریستوف (بلغاری: Мариян Христов؛ زادهٔ ۲۹ ژوئیهٔ ۱۹۷۳) بازیکن فوتبال اهل بلغارستان است.
از باشگاه‌هایی که در آن بازی کرده‌است می‌توان به باشگاه فوتبال کایزرسلاوترن، باشگاه فوتبال لفسکی صوفیه، و باشگاه فوتبال وولفسبورگ اشاره کرد.
وی همچنین در تیم ملی فوتبال بلغارستان بازی کرده‌است.